# Александрово (Ловечская область)
Александрово (болг. Александрово) — село в Болгарии. Находится в Ловечской области, входит в общину Ловеч. Расположено в предгорье Старой планины, на берегу реки Осм. В окрестностях расположена Деветашка пещера — уникальный памятник природы со следами обитания древнего человека. 
Село получило своё название в честь русского царя Александра II — освободителя Болгарии от османского владычества. Ранее село называлось Кара-Асан. В селе имеется церковь, начальная и средняя школа, почта, несколько магазинов и кафе, мельница, механостанция, стоянка автобусов и железнодорожный вокзал.
Население составляет 1947 человек. Национальный состав: болгары, турки, цыгане, русские. Работающее население в основном занято в сельском хозяйстве и торговле, также много пенсионеров и безработных. 

## Политическая ситуация
В местном кметстве Александрово, в состав которого входит Александрово, должность кмета (старосты) исполняет Александр Костадинов Александров (Болгарская социалистическая партия (БСП)) по результатам выборов.
Кмет (мэр) общины Ловеч — Минчо Стойков Казанджиев (Болгарская социалистическая партия (БСП)) по результатам выборов.